# 徐志摩诗歌奖
徐志摩诗歌奖由中国诗歌学会、浙江省作家协会和海宁市人民政府主办。始于2005年，每三年颁发一次，参评者为45周岁以下用汉语写作的海内外中青年诗人。

## 历届获奖者

### 第一届（2005年）
2005年9月18日，在海宁颁奖

树才、田禾、老刀、荣荣、禄琴、刘川

### 第二届（2009年）
2009年10月19日，在海宁颁奖
洪烛、金铃子、阎志、刘福君、陈人杰

### 第三届（2012年）
江非《独角戏》、胡弦《阵雨》、津渡《山隅集》、唐力《大地之弦》、鲁若迪基《没有比泪水更干净的水》

### 第四届（2015年）
阿信《草地诗篇》、李南《时间松开了手》、冬箫《江南的墨记》、李宏伟《有关可能生活的十种想象》、何三坡《灰喜鹊》、何婧婷《白日梦蓝》 

### 第五届（2018年）
莫卧儿《在我的国度》、聂权《下午茶》、高鹏程《县城书》、微紫《与蜀葵交谈》、马慧聪《人模树样》、蒋静米《互文之雪》

### 第六届（2021年）
2021年11月19日，颁奖典礼在浙江省海宁市举行。由于疫情原因，首次采用云颁奖形式。
张远伦《逆风歌》、胡飞白《活着若无不妥》、康雪《回到一朵苹果花上》、江一苇《摸天空》、李瑾《黄昏，闭上了眼》、陈航《陈航的诗》